# Азіаго
Азіаго, Азіаґо (італ. Asiago) — муніципалітет в Італії, у регіоні Венето, провінція Віченца.
Азіаго розташоване на відстані близько 450 км на північ від Рима, 80 км на північний захід від Венеції, 36 км на північ від Віченци.
Населення — 6462 особи (2014).
Щорічний фестиваль відбувається 21 вересня. Покровитель — San Matteo.

## Історія

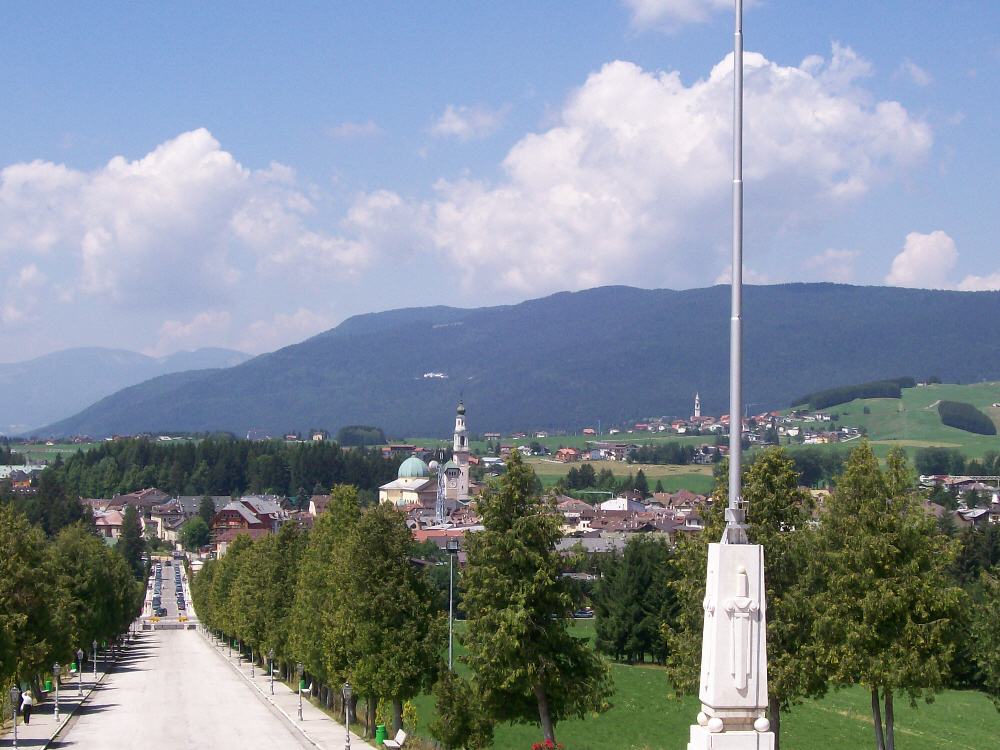

Місто Азіаго вперше згадується у 1204 році як Axiglagum. В XIII—XVIII століттях місто було столицею Федерації семи громад на півдні Тіролю. Федерація була проголошена в 1310 році (фактично ж вона існувала вже у 1259 року). 20 лютого 1404 року Федерація семи громад оголосила про приєднання до Венеційської республіки, яка зі свого боку гарантувала збереження привілеїв впродовж наступних чотирьохсот років. Дані гарантії збереглися навіть довше – 403 роки. Федерація була ліквідована Наполеоном I у 1807 році. Під час Віденського конгресу територія Федерації Семи Громад увійшла до Австрійської імперії. 21 жовтня 1866 року, внаслідок австрійської поразки в Семитижневій війні Азіаго та інші міста колишньої Федерації семи громад були приєднані до Італійського королівства. 
У Першу світову війну Азіаго й околиці стали ареною жорстоких боїв між італійськими й австрійськими військами. Внаслідок боїв 18-19 травня 1916 року  в місті майже не лишилося цілих будівель. 
У роки Другої світової війни горяни колишньої Федерації семи громад (в тому числі й мешканці Азіаго) служили головним чином у дивізіях Альпійських стрільців. Найвідомішим з них був уродженець Азіаго, старший сержант Маріо Рігоні-Стерн, який згодом став відомим письменником. 
У 2006 році територія колишньої Федерації семи громад була розділена між італійськими провінціями Тренто та Віченца. Азіаго увійшло до складу останньої (провінції Віченца).

## Демографія
Населення за роками:

Станом на 1 січня 2023 року в муніципалітеті офіційно проживало 257 іноземців з 36 країн, серед них 102 громадяни країн Євросоюзу та 22 громадяни України.

## Сусідні муніципалітети
- Конко
- Енего
- Фоца
- Галліо
- Лузіана
- Роана
- Ротцо
- Борго-Вальсугана
- Кастельнуово
- Гриньо
- Левіко-Терме
- Оспедалетто
- Кастель-Івано
- Кальтрано
- Кальвене
- Луго-ді-Віченца
- Вальстанья

## Спорт
У місті базується хокейний клуб «Азіаго», який виступає в Серії А.

## Персоналії
- Маріо Рігоні Стерн (1921-2008)